# Erik Hovden Flataker
Erik Hovden Flataker (Måløy, Noruega, 26 de diciembre de 2004) es un futbolista noruego que juega de delantero en el Sogndal Fotball de la Primera División de Noruega.

## Estadísticas

### Clubes
Actualizado al último partido disputado el 12 de marzo de 2023.
| Club                      | Div.          | Temporada     | Liga  | Liga  | Copas nacionales | Copas nacionales | Copas internacionales | Copas internacionales | Total | Total |
| Club                      | Div.          | Temporada     | Part. | Goles | Part.            | Goles            | Part.                 | Goles                 | Part. | Goles |
| ------------------------- | ------------- | ------------- | ----- | ----- | ---------------- | ---------------- | --------------------- | --------------------- | ----- | ----- |
| Sogndal Fotball · Noruega | 2.ª           | 2022          | 10    | 0     | 3                | 1                | —                     | —                     | 13    | 1     |
| Sogndal Fotball · Noruega | 2.ª           | 2023          | 0     | 0     | 0                | 0                | —                     | —                     | 0     | 0     |
| Sogndal Fotball · Noruega | Total club    | Total club    | 10    | 0     | 3                | 1                | 0                     | 0                     | 13    | 1     |
| Total carrera             | Total carrera | Total carrera | 10    | 0     | 3                | 1                | 0                     | 0                     | 13    | 1     |